# Comuna Boratîn, Radîvîliv
Boratîn (în ucraineană Боратин) este o comună în raionul Radîvîliv, regiunea Rivne, Ucraina, formată din satele Boratîn (reședința), Dovhalivka și Honoratka.

## Demografie
Componența lingvistică a comunei Boratîn
     Ucraineană (99,74%)
     Alte limbi (0,26%)
Conform recensământului din 2001, majoritatea populației comunei Boratîn era vorbitoare de ucraineană (99,74%), existând în minoritate și vorbitori de alte limbi.